# Чумаково (Крым)
Чумаково (до 1948 года населённый пункт колхоза имени Будённого, укр. Чумакове, крымскотат. Çumakovo, Чумаково) — бывшее село в городском округе Армянск Республики Крым (согласно административно-территориальному делению Украины — Армянского горсовета Автономной Республики Крым), включённое в состав Армянска. Располагалось у северной окраины города.

## История
Первое документальное упоминание селения встречается на подробной карте генштаба РККА северного Крыма 1941 года.
С 25 июня 1946 года посёлок в составе Крымской области РСФСР. Указом Президиума Верховного Совета РСФСР от 18 мая 1948 года, населённый пункт колхоза имени Будённого переименовали в Чумаково. 26 апреля 1954 года Крымская область была передана из состава РСФСР в состав УССР. На 15 июня 1960 года село числилось в составе Армянского поссовета, как и на 1968 год. В период до 1977 года Чумаково было присоединено к Армянску.